# Ellipsidion australe
Ellipsidion australe är en kackerlacksart som beskrevs av Henri Saussure 1863. Ellipsidion australe ingår i släktet Ellipsidion och familjen småkackerlackor. Inga underarter finns listade i Catalogue of Life.